# Helius (Rhampholimnobia) matilei
Helius (Rhampholimnobia) matilei is een tweevleugelige uit de familie steltmuggen (Limoniidae). De soort komt voor in het Australaziatisch gebied.